# Hugo Werk
Hugo Werk  (1874. − 1950.) bio je hrvatski pravnik i športski dužnosnik.
Sudjelovao je na povijesnoj osnivačkoj skupštini Hrvatskog sokola u Splitu 26. siječnja 1893. godine. Bio je starosta (predsjednik) hrvatske sokolske župe Bana Paližne u Zadru. Na dužnost je stupio 1911., a godinu poslije dužnost je predao zbog slaba zdravstvenog stanja.
Bio je član Hrvatske pučke napredne stranke 1914. Uređivao je zagrebački politički tjednik na talijanskom koji je bio namijenjen za informiranje inozemaca L' Adriatico Jugoslavo, a radi suprotstavljanja talijanskim iredentističkim zahtjevima. Tjednik je izlazio je od ožujka 1918. do svibnja 1920. godine.
Werkov se rad našao u katalogu propagandnog materijala Pariške mirovne konferencije.
Pripadao je krugu hrvatskih i slovenskih pravnika u Kraljevini SHS koji su inzistirali da se u zakone preuzme austrijski zakon 272, koji predviđa načelno neograničenu slobodnu ocjenu dokaza. Bio je i u komisiji redaktora zakonskih projekata 1929.
1929. bio je izabran za zastupnika Komore (disciplinskog tužitelja). 1937. je godine zastupao Savez sokola Kraljevine Jugoslavije u procesu protiv krčkog biskupa Josipa Srebrnića.
Umro je 1950. godine. 

## Djela
Izabrana djela:
- Sistem austrijskog ovršnog reda, 1904.
- Cenni etnografico-storico-politici sulla Dalmazia, Odbor Narodnog Vijeca SHS za okupirane krajeve u Zagrebu, 1919.
- Pravni pregled, Nova Evropa, 1922.[13]
- Predratni omladinski pokret u Dalmaciji. Nova Evropa, 1925., XII/12, str. 363–366.[14]
- Značaj 1. decembra sa gledišta nacionalno državnog i sokolskog, Sokolski glasnik, Ljubljana, 11. prosinca 1930.
- Teoretski-praktični priručnik jugoslavenskog gradjanskop parnično prava. Gradjanski parnični postupak u teoriji i praksi, 1932.
- O izjednačenju sudskog gradjanskog izvršnog prava u slavenskim zemljama: Bugarskoj, Čehoslovačkoj, Jugoslaviji i Poljskoj: glavni izveštaj za prvi kongres pravnika slavenskih država u Bratislavi god, 1933.
- Slavenstvo Zadra kroz istoriju u: Jadranski kalendar 1935. (ur. Tone Peruško), Izdanje Konzorcija lista Istra, Zagreb, 1935.
- Govori i konačni predlozi Werk dra Huge i Zimpermann dra Ljudevita advokata u Zagrebu, kao branilaca na glavnom pretresu protiv Novaković dra Milete i drugova pred okružnim sudom za grad Beograd dana 7, 8 i 10 decembra 1934. (suautor Ljudevit Zimpermann)
- Teoretsko-praktični priručnik jugoslavenskog gradjanskog parničnog prava: Izvršni postupak u teoriji i praksi : (s protumačenim obrascima, ogledima i primerima), 1938.
- (autor predgovora) Crnogorci u pričama i anegdotama , knj. 20, (sakupio Mićun M. Pavićević)[15]
- Pregled gradjanskog postupka kraljevine Italije, 1941.
- Uredjenje osiguravajućeg prava s osobitim obzirom na utuživost dospjelih premija (De lege lata i de lege ferenda ), 1941.
- Jesu li potrebne promjene i nadopune zakoniku o gradjanskom parbenom postupniku od 13. VII 1929?., 1942.

## Radovi o njemu
- Marko Kostrenčić: Hugo Werk, u Ljetopis Jugoslavenske akademije znanosti i umjetnosti za godinu 1928./29.[16]